# Terminal Jive
Terminal Jive är ett musikalbum av Sparks som utgavs i januari 1980. Albumet producerades av Giorgio Moroder och Harold Faltermeyer. Moroder var även producent för gruppens föregående album No. 1 In Heaven, men detta album blev lite mindre renodlat discoinspirerat med drag åt nya vågen. Albumet blev ingen framgång i Storbritannien, och gavs ursprungligen inte ens ut i USA. Det blev däremot en framgång i Frankrike där den inledande låten "When I'm with You" blev en stor hitsingel.

## Låtlista
(upphovsman inom parentes, låtar utan angiven upphovsman av Ron och Russell Mael)
1. "When I'm with You" - 5:45
2. "Just Because You Love Me" - 4:36
3. "Rock 'n' Roll People in a Disco World" - 4:47
4. "When I'm with You (Instrumental)" - 3:45
5. "Young Girls" - 4:49
6. "Noisy Boys" (Harold Faltermeyer, Keith Forsey, Mael, Mael) - 3:55
7. "Stereo" (Giorgio Moroder, Mael, Mael) - 4:01
8. "The Greatest Show on Earth" (Moroder, Faltermeyer, Mael, Mael) - 4:17